# Acacia abbreviata
Acacia abbreviata är en ärtväxtart som beskrevs av Bruce R. Maslin. Acacia abbreviata ingår i släktet akacior, och familjen ärtväxter. Inga underarter finns listade i Catalogue of Life.